# Problema de la cabra (geometría)

Datos asociados al problema de la cabra. En un prado de forma circular de radio unidad (=1), se trata de calcular, de forma que el área roja y el área blanca dentro del círculo coincidan

El problema de la cabra (también conocido como el problema de la cabra pastando en un prado circular) es un conocido problema de matemática recreativa que data del siglo XVIII. Se publicó por primera vez en 1748, en The Ladies Diary (denominado igualmente Woman's Almanack), editado anualmente en Inglaterra. 

## Enunciado del problema
De acuerdo con la imagen adjunta, en el punto {\displaystyle Q} del perímetro de un prado circular vallado de radio {\displaystyle R}, está atada una cabra. ¿De qué longitud r debe ser la cuerda con la que se ata la cabra para que el animal pueda pastar exactamente en la mitad del área circular?

## Solución con el cálculo del área de los dos segmentos circulares
El área accesible para el animal tiene la forma de una lente biconvexa asimétrica (véase el croquis que figura con los cálculos), que está delimitada por dos arcos de circunferencia, uno de radio unidad y otro de radio r. 
Para determinar el área {\displaystyle A} delimitada por los dos arcos, esta se divide en dos segmentos circulares, que comparten la recta divisoria {\displaystyle a} que pasa por las intersecciones {\displaystyle D} y {\displaystyle E} de las dos circunferencias. {\displaystyle R} es el radio del círculo que representa el prado, y {\displaystyle r} es el radio del círculo cuyo centro {\displaystyle Q} se encuentra en el borde del otro círculo, siendo {\displaystyle d} (={\displaystyle R}) la distancia entre los dos centros de los círculos {\displaystyle P} y {\displaystyle Q} a los que se ha hecho referencia. 

### Alturas y de los triángulos rectángulos MDP y DMQ

Esquema con la denominación de los datos utilizados en la resolución del problema

### Alturasd1{\displaystyle d_{1}}yd2{\displaystyle d_{2}}de los triángulos rectángulos MDP y DMQ
dado {\displaystyle R}, este coincide con {\displaystyle d=d_{1}+d_{2}}
Según el teorema de Pitágoras: 
{\displaystyle {\begin{aligned}(1)\;\;R^{2}={}&d_{1}^{2}+\left({\frac {a}{2}}\right)^{2}\;\;\Rightarrow \;\;(1.1)\;\left({\frac {a}{2}}\right)^{2}=R^{2}-d_{1}^{2}\\(2)\;\;\;r^{2}={}&\left(d-d_{1}\right)^{2}+\left({\frac {a}{2}}\right)^{2},\end{aligned}}}
Tomando {\displaystyle \left({\frac {a}{2}}\right)^{2}}de {\displaystyle \left(1.1\right)} y sustituyéndolo en {\displaystyle \left(2\right)}, se obtiene 
{\displaystyle \;\left(3\right)\;\;r^{2}=\left(d-d_{1}\right)^{2}+R^{2}-d_{1}^{2},}
resultado que una vez operado se convierte en 
{\displaystyle \;\left(4\right)\;\;r^{2}-R^{2}=d^{2}-2d\cdot d_{1},}
despejándose {\displaystyle d_{1}} como 
{\displaystyle \;\left(5\right)\;\;d_{1}={\frac {d^{2}-r^{2}+R^{2}}{2d}},}
Dado que {\displaystyle d=d_{1}+d_{2}}, la ecuación {\displaystyle \left(5\right)} toma la forma 
{\displaystyle \;\left(6\right)\;\;d={\frac {d^{2}-r^{2}+R^{2}}{2d}}+{\frac {d^{2}+r^{2}-R^{2}}{2d}},}
y dado que {\displaystyle d_{2}=d-d_{1}}, finalmente se obtiene que 
{\displaystyle \;\left(7\right)\;\;d_{2}={\frac {d^{2}+r^{2}-R^{2}}{2d}}.}

### Radior{\displaystyle r}
Usando dos veces la fórmula (8) para el área de un segmento circular en función de las distancias {\displaystyle d} ({\displaystyle d}1 y {\displaystyle d}2) desde los centros de cada círculo {\displaystyle P} y {\displaystyle Q} a la cuerda común {\displaystyle a}, y los radios de cada uno, se tiene que (denominando {\displaystyle \cos ^{-1}} a la función {\displaystyle {\text{Arcocoseno}}}):
{\displaystyle \;\left(8\right)\;\;A=R^{2}\cos ^{-1}\left({\frac {d}{R}}\right)-d{\sqrt {\left(R-d\right)\left(R+d\right)}}}
Sustituyendo {\displaystyle d_{1}} por su expresión obtenida en {\displaystyle (5)} y {\displaystyle d_{2}} por el resultado obtenido en {\displaystyle (7),} después de realizar las operaciones correspondientes se obtiene la fórmula para el área de la lente asimétrica: 
{\displaystyle {\begin{aligned}(9)\;\;A={}&A_{1}\left(R,d_{1}\right)+A_{2}\left(r,d_{2}\right)\\={}&R^{2}\cos ^{-1}\left({\frac {d^{2}-r^{2}+R^{2}}{2dR}}\right)+r^{2}\cos ^{-1}\left({\frac {d^{2}+r^{2}-R^{2}}{2dr}}\right)\;-\\&{}{\frac {1}{2}}{\sqrt {(d-r+R)(d+r+R)(d+r-R)(-d+r+R)}}\,.\end{aligned}}}
que imponiendo que {\displaystyle R=d=1}, y que el área {\displaystyle A} valga la mitad del área del círculo de radio {\displaystyle R}, se simplifica hasta adquirir la forma: 
{\displaystyle \;\left(10\right)\;{\frac {1}{2}}\pi =\cos ^{-1}\left(1-{\frac {1}{2}}r^{2}\right)+r^{2}\cos ^{-1}\left({\frac {1}{2}}r\right)-{\frac {1}{2}}r{\sqrt {4-r^{2}}}.}
Esta ecuación solo se puede resolver numéricamente y da como resultado {\displaystyle r=1{,}1587284\ldots } (sucesión A133731 en OEIS).
Para calcular el valor de {\displaystyle r}, se puede utilizar un procedimiento iterativo, despejando la variable de uno de los términos de la ecuación (10), y realimentando la propia ecuación con los valores sucesivamente obtenidos si el proceso resulta convergente. En este caso, despejar el tercer sumando no proporciona una iteración convergente, pero despejando el segundo término, la sucesión de iteraciones resultante sí es convergente:
{\displaystyle \;\left(11\right)\;r={\sqrt {\frac {{\frac {1}{2}}r{\sqrt {4-r^{2}}}-\cos ^{-1}\left(1-{\frac {1}{2}}r^{2}\right)+{\frac {1}{2}}\pi }{\cos ^{-1}\left({\frac {1}{2}}r\right)}}}}
Utilizando una hoja de cálculo, e iniciando la primera iteración con el valor semilla {\displaystyle r_{0}=1} en la parte derecha de la ecuación, se obtiene la siguiente serie de valores:
{\displaystyle r_{0}=1{\text{;}}\;r_{1}=1.15195197084457{\text{;}}\;r_{2}=1.15871381249735{\text{;}}\;r_{3}=1.15872847294894{\text{;}}\;r_{4}=1.15872847301812{\text{;}}\;...}
Tras tan solo cuatro iteraciones, el valor obtenido satura la precisión de una hoja de cálculo convencional.

## Solución mediante integración
Se puede hallar el radio integrando la mitad derecha de la superficie de la lente, mediante la expresión 
{\displaystyle {\frac {1}{4}}\pi =\int _{0}^{\sqrt {r^{2}-{\frac {r^{4}}{4}}}}\left({\sqrt {r^{2}-t^{2}}}+{\sqrt {1-t^{2}}}-1\right)\,\mathrm {d} t}
La ecuación resultante también es trascendente: 
{\displaystyle r={\frac {\pi }{\pi r-{\sqrt {4-r^{2}}}+\left({\frac {4}{r}}-2r\right)\sin ^{-1}\left({\frac {1}{2}}r\right)}}}
y tiene la misma solución.

## Aproximación geométrica

Construcción gráfica aproximada:
La cabra pastando aproximadamente la mitad del área total del prado. Aquí, es la longitud de la cuerda, y

Para obtener una construcción geométrica sencilla que proporciona una solución muy aproximada del problema, se puede proceder de la forma siguiente: 
- Dibujar un círculo unitario alrededor del punto {\displaystyle P}, y trazar dos radios perpendiculares entre sí, determinando las intersecciones {\displaystyle A} y {\displaystyle Q.}

- Trazar un arco con centro en punto {\displaystyle A} pasando por {\displaystyle Q}, que cortará a la extensión de {\displaystyle {\overline {AP}}} en el punto {\displaystyle B.}

- Trazar un nuevo arco circular de radio {\displaystyle 1} con centro en {\displaystyle B}, obteniéndose la intersección {\displaystyle C} sobre el segmento {\displaystyle {\overline {AP}}}.

- La posterior conexión del punto {\displaystyle C} con {\displaystyle Q} crea el triángulo rectángulo {\displaystyle QCP} con el radio buscado {\displaystyle r} como hipotenusa.

- Finalmente, un arco con centro en {\displaystyle Q} y pasando por {\displaystyle C}, cortará el círculo unidad en los puntos {\displaystyle D} y {\displaystyle E}.

Con esta construcción gráfica, el área circular se reduce aproximadamente a la mitad o, en otras palabras, con una longitud de cuerda igual a la longitud {\displaystyle r}, la cabra puede pastar prácticamente la mitad del área del prado. 
A partir de la imagen o desde la descripción de la construcción anterior, se puede ver que: 
{\displaystyle {\overline {AB}}={\sqrt {2}};\;\;{\overline {BC}}=1,}
y por lo tanto 
{\displaystyle {\overline {BP}}={\overline {AC}}={\sqrt {2}}-1,}
de esto se deduce el cateto pequeño del triángulo rectángulo {\displaystyle QCP}
{\displaystyle {\overline {PC}}={\sqrt {2}}-2\cdot \left({\sqrt {2}}-1\right),}
y para la hipotenusa {\displaystyle r}, de acuerdo con teorema de Pitágoras: 
{\displaystyle r={\sqrt {1+\left({\sqrt {2}}-2\cdot \left({\sqrt {2}}-1\right)\right)^{2}}}=1{,}1589416\ldots }.
El error absoluto de la longitud {\displaystyle r} así obtenida con respecto al radio {\displaystyle r_{n}} (el valor de {\displaystyle r} anteriormente obtenido numéricamente) es de 
{\displaystyle F_{r}=r-r_{n}=1{,}1589416-1{,}1587284=0,0002132}
Para hallar el error relativo, se aplica: 
{\displaystyle f_{r}=\left({\frac {r_{n}}{r}}-1\right)\cdot 100\,\%,}
que con los valores obtenidos, da como resultado: 
{\displaystyle f_{r}=\left({\frac {1{,}1587284}{1{,}1589416}}-1\right)\cdot 100\,\%\approx -0{,}018\,\%.}
El radio {\displaystyle r} insertado en la fórmula simplificada del área de la lente para el círculo unitario (con {\displaystyle R=d=1}), descrito anteriormente en la solución con el cálculo del área de la lente, da aproximadamente la mitad del área del prado 
{\displaystyle {A_{k}=1{,}1589416^{2}\cdot \cos ^{-1}\left({\frac {1}{2}}\cdot 1{,}1589416\right)+\cos ^{-1}\left(1-{\frac {1}{2}}\cdot 1{,}1589416^{2}\right)-{\frac {1}{2}}\cdot 1{,}1589416\cdot {\sqrt {4-1{,}1589416^{2}}}=1{,}571266696\ldots }}
El área de media pradera (la mitad del área del círculo unidad) es:
{\displaystyle A_{W}={\frac {\pi }{2}}=1{,}570796326\ldots }
El error absoluto del área obtenida gráficamente es de:
{\displaystyle F_{A_{k}}=A_{k}-A_{W}=1{,}571266696-1{,}570796326=0{,}00047037}
y el error relativo cometido es de:
{\displaystyle f_{A_{k}}=\left({\frac {1{,}570796326}{1{,}571266696}}-1\right)\cdot 100\,\%\approx -0{,}03\,\%}
Ejemplo numérico
Si el prado circular tuviera un radio de {\displaystyle 100\;\mathrm {m} ,} entonces la cuerda calculada por el método gráfico sería aproximadamente {\displaystyle 2\;\mathrm {cm} } demasiado larga, y la cabra atada al punto {\displaystyle Q} con una cuerda de {\displaystyle 115{,}89\;\mathrm {m} } de longitud podría pastar en un área de {\displaystyle 15.708\;\mathrm {m} ^{2}}, con unos {\displaystyle 4{,}7\;\mathrm {m} ^{2}} de exceso sobre la mitad exacta del prado circular.

## Extensiones

### La cabra en el espacio

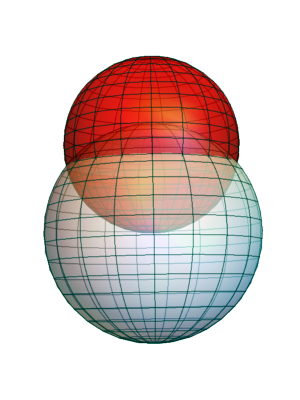
El problema tridimensional con una esfera unitaria arriba y esfera pastada por la cabra debajo

En el caso tridimensional, se da un punto {\displaystyle Q} en la superficie de una esfera unitaria, y la pregunta es qué longitud debe tener el radio {\displaystyle r} de la segunda esfera para que la zona común a ambas esferas tenga exactamente la mitad del volumen de la esfera unitaria. 
La parte de la esfera unitaria a la que puede llegar el animal tiene la forma de una lente tridimensional con lados curvos diferentes, delimitada por dos casquetes esféricos. 
El volumen {\displaystyle V} de una lente formada por dos esferas con radios {\displaystyle R,r} y distancia al centro {\displaystyle d} es: 
{\displaystyle V={\frac {\pi (R+r-d)^{2}\left(d^{2}+2dr-3r^{2}+2dR+6rR-3R^{2}\right)}{12d}}}
Imponiendo que {\displaystyle R=d=1} y que el volumen de la lente coincide con la mitad del volumen de la esfera unitaria: 
{\displaystyle {\frac {1}{2}}\cdot {\frac {4}{3}}\pi =-{\frac {1}{4}}\pi r^{4}+{\frac {2}{3}}\pi r^{3}}
de lo que se obtiene como solución {\displaystyle r=1{,}2285\ldots }
Se puede demostrar que con el aumento del número de dimensiones geométricas del problema, {\displaystyle r} tiende a {\displaystyle {\sqrt {2}}}.

### La cabra y el silo

La cabra, atada a un punto del perímetro de un silo cilíndrico situado sobre el prado circular

En el caso bidimensional, de acuerdo con el dibujo adjunto, también se puede plantear la cuestión del tamaño del área accesible fuera del círculo rojo. Esto corresponde a la situación de que el animal está atado a un punto del perímetro de un silo cilíndrico. 
En este caso, la superficie a la que puede acceder la cabra consiste en un semicírculo (azul claro) con un radio {\displaystyle r} y dos áreas delimitadas por el círculo rojo y la evoluta del círculo (azul oscuro). El contenido de una de las áreas azul oscuro se deriva de la fórmula del sector Leibniz. El área total accesible (azul claro y azul oscuro) es entonces 
{\displaystyle A={\frac {1}{2}}\pi r^{2}+{\frac {1}{3}}r^{3}}
con la condición de que {\displaystyle r\leq \pi } (de lo contrario, las dos áreas de color azul oscuro en la parte posterior del silo se superponen). 